# 薛仁謙
薛仁谦（879年—956年11月19日），字守训，五代十国后梁、后唐、后晋、后汉、后周官员，出身河东薛氏，后来迁居汴州浚仪县。
他的父亲薛延鲁，在后唐为汝州长史，追赠吏部尚书。薛仁谦为人谨厚，廉洁奉公，深通世务，后梁邺王罗绍威看重他，署任府职。唐庄宗即位于魏州，授任为通事舍人。薛仁谦随庄宗入汴州，他的故居被梁朝六宅使李宾所据，李宾被贬到远方，薛仁谦重新得到宅第。有人对他说，李宾德家属藏了很多金帛在其宅内，薛仁谦命李宾亲族取走所藏而后入住。他三次出使杨吴，得使者之体。升任卫尉少卿、引进副使，加檢校兵部尚书。长兴年间，转任客省使、鸿胪少卿，出任建雄军节度副使，进阶光禄大夫、检校左仆射，改任光禄少卿。后晋天福初年，授检校司空、河中节度副使，入朝为卫尉卿、太仆卿。为继母丁忧，居丧制满，授司农卿。后汉乾祐年间，以本官致仕。后周初年，改太子賓客致仕，加检校司徒，进封侯爵。显德三年十月十四癸酉日（956年11月19日），病故，年七十八岁。赠工部尚书。其子薛居正，在宋朝担任门下侍郎平章事。